# Bruidstranen
Bruidstranen – een goudlikeur – is een likeur, gemaakt uit gedestilleerd water, alcohol, suiker, kaneel, walnoot, zoethout en 24-karaats bladgoud of bladzilver. De naam "Bruidstranen" is ooit bedacht door producenten van deze drank en is verbonden met de traditie ze tijdens de bruidsdagen en op een bruiloft te drinken. De naam komt van het oudhollandse tranen (druppels), dat het bladgoud in de drank voorstelt.

## Betekenissen
Het zoete drankje met de zwevende goudschilfers kunnen de zogenaamde “tranen van de bruid” voorstellen. Dit naar het idee van “tranen van geluk”.
Later in het huwelijk zou de vrouw met het schenken van deze likeur haar echtgenoot kunnen laten herinneren naar hun trouwdag en huwelijksdaad.
Een andere betekenis van bruidstranen is als aanduiding van het diner dat aan de ouders van de bruid werd aangeboden bij de ondertrouw. Dit symboliseerde het afscheid van de bruid van haar jeugd en het verlaten van het ouderlijk huis. 